# Lebbeus scrippsi
Lebbeus scrippsi is een garnalensoort uit de familie van de Hippolytidae. De wetenschappelijke naam van de soort is voor het eerst geldig gepubliceerd in 1982 door Wicksten & Méndez G..